# Meledella werneri
Meledella werneri is een slakkensoort uit de familie van de Zonitidae. De wetenschappelijke naam van de soort is voor het eerst geldig gepubliceerd in 1908 door Sturany.